# Autódromo Internacional de Turagua Pancho Pepe Cróquer
El Autódromo Internacional de Turagua Pancho Pepe Cróquer (también conocido simplemente como Autódromo Internacional de Turagua) es un autódromo situado en Venezuela, área metropolitana de Maracay, en Turagua. Tiene tanto un trazado permanente cerrado como una zona de pista de drag.
El circuito recibe actualmente el nombre de Francisco José Cróquer, fallecido piloto de carreras y comentarista deportivo que fue conocido popularmente con el apodo Pancho Pepe Cróquer.

## Historia
Fue inaugurado en 1972 con el nombre Dagoberto González, del entonces Ministro de Infraestructura de Venezuela.
La pista tenía originalmente 1.800 metros de longitud, pero posteriormente fue ampliada a 2.300 metros, reubicándose la zona de pits sobre la recta más larga de la pista. Situado a los pies de una montaña que sirve además de tribuna natural, tiene como característica principal curvas de radio muy cerrado registrándose promedios de velocidad que rondan los 120 km/h.
Todo tipo de competiciones tanto de automovilismo como de motociclismo se desarrollaron desde entonces y en 1976 se disputó el Campeonato Latinoamericano de Motociclismo, en lo que fue el primer evento internacional realizado en Turagua.
A comienzos de los años 80 también se realizaron pruebas de Fórmula Ford 1600cc con la presencia de pilotos norteamericanos y en 1982 un lleno excepcional se registra con la participación de Johnny Cecotto, quien llegaba de ser subcampeón de la Temporada 1982 del Campeonato Europeo de Fórmula Dos. En el segundo lustro de los ochenta el automovilismo venezolano experimenta una época vigorosa y Turagua se convierte en el centro de las actividades a motor en el país e incluso la pista es alargada a 3.800 metros y es rebautizada con el nombre “Pancho Pepe Cróquer”, en honor al narrador deportivo venezolano que falleciera en una carrera en Colombia en 1955.
Las nuevas dimensiones buscaron albergar pruebas de mayor envergadura y en 1992 se realizó el primer evento internacional de automovilismo en la categoría GT, tradición que se mantendría hasta 1996, al recibir hasta en cuatro ocasiones consecutivas el GT Marlboro de las Américas, el certamen más importante realizado en el área del Caribe. En las dos ruedas, se realizan los latinoamericanos en las temporadas 1983, 1988, 1992 y 1995 y de igual forma, los piques o dragsters organizan citas con los mejores pilotos de la región. Un nuevo cambio en el dibujo original se registra en 1995, al volver al trazado corto de 2.350 metros que recibe la homologación internacional de la FIM para carreras de motociclismo, modificándose las cuatro primeras curvas con lo cual Turagua se transforma en una pista mucho más moderna y especialmente segura.
En más de tres décadas de historia, las carreras en Turagua han sido promovidas por distintos empresarios y organizadores, como Heduardo Rodríguez, Attilio De Guglielmo, Vicente D’Alessandro y Tury Agüero, hasta llegar a los actuales regentes, Escudería 97, entre quienes se encuentran Germán Oliveira, Domingo Yanes, José Luis Cid y Antonio Betancourt, todos ellos con amplia trayectoria en el automovilismo venezolano.
Paralelamente a la actividad deportiva, en Turagua también se realizan distintos eventos vinculados al mundo de la industria automotriz, sirviendo como centro de pruebas de nuevos modelos y de manejo.

## Récords de vuelta
A continuación se enumera el mejor registro localizado por categoría, y no cada uno de los mejores tiempos realizados.
| Categoría                             | Tiempo   | Año  | Piloto            | Vehículo         |
| ------------------------------------- | -------- | ---- | ----------------- | ---------------- |
| Campeonato de Venezuela de Superbikes | 1:04.277 | 2006 | Robertino Pietri  | Suzuki GSX-R1000 |
| Super Turismo                         | 1:18.874 | 2013 | Enzo Ricciardelli | Turismo          |